# Akira Cómics
Akira Cómics es el nombre de una de las librerías especializadas en cómics que existen en España. Situada en Madrid, fue fundada por la familia Marugán y abrió sus puertas el 11 de septiembre de 1993. Desde entonces, ha cambiado de ubicación tres veces siendo actualmente el punto de venta especializado más amplio de la capital de España y uno de los cinco primeros de todo el país. También se ha prodigado a lo largo de los años en darse a conocer o colaborar con medios relacionados con el audiovisual y que de alguna forma tocan el mundo del cómic y los juegos. 
En el año 2012 recibió el premio Eisner a la mejor tienda de cómics, la primera tienda española y la segunda de Europa en conseguirlo.En 2025 volvió a ganar este galardón, lo que la convierte en la primera tienda del mundo en conseguirlo.

## Historia
La primera Librería Akira Cómics estaba situada en el número 32 de la Calle Ginzo de Limia, en el Barrio del Pilar de la capital. Apenas con medio centenar de metros cuadrados, durante los cuatro primeros años de su localización allí, por las instalaciones de la librería pasaron importantes figuras del mundillo del cómic y los juegos como:
- Cels Piñol (1994 y 1996)
- Hi No Tori Studio - Álvaro y Nacho (1995)
- Sergio Aragonés (1995)
- Douglas Shuler (1996)

Debido al boom del juego de cartas coleccionables Magic: el encuentro y la serie manga Dragon Ball, la librería Akira Cómics supo buscarse un hueco entre los fanes de forma rápida y espectacular a pesar de su bisoñez en esos años de mediados de la década de los 90. Dicho crecimiento les lleva a buscar una nueva localización para el establecimiento apenas transcurridos cuatro años de su fundación.
En 1995 decide apostar por la incipiente internet, buscando una presencia en la Red que desde entonces ha sido referencia como tienda en línea por su veteranía y catálogo.
En otoño de 1997 la librería se traslada, sin abandonar el Barrio del Pilar, al número 15 de la vecina calle Finisterre, donde, ya con un espacio bastante superior, se va a establecer hasta la mitad de la década del 2000. A la inauguración de este nuevo local acudirá, como ya es tradición, el mismísimo Cels Piñol. Durante esos siguientes años los autores Eduardo Alpuente, Carlos Olivares, Carlos Díez, Álvaro Muñoz, la periodista y escritora Celia Blanco o de nuevo Cels Piñol van a pasar por las instalaciones de la librería.
En 1999 Akira Cómics colabora activamente con la productora Lolafilms a la hora de "vestir" la película de Álex de la Iglesia "La Comunidad" (2000) con toda suerte de material relacionado con La Guerra de las Galaxias. En los años 1999, 2002 y 2005, Akira Cómics colabora con los cines madrileños Kinépolis para organizar los estrenos de la nueva trilogía de Star Wars (Episodios I, II y III) llegando a convocar para el estreno del Episodio III a la cifra récord de 1440 personas. En esos mismos años fue también habitual dicha cooperación para los estrenos de la saga cinematográfica de "El Señor de los Anillos" o diversas películas basadas en superhéroes Marvel.
En septiembre de 2004, y coincidiendo con el 11 cumpleaños de la librería, Akira Cómics se traslada a su tercera ubicación, de nuevo en el Barrio del Pilar, esta vez en el número 74 de la Avenida de Betanzos, donde logra crear un espacio modular y amplio donde atender las necesidades de su público de dentro y fuera de Madrid, en lo que pasa a ser una de las referencias del sector de la venta de cómics al detalle a partir de ese momento.
De igual forma Akira Cómics colabora habitualmente con medios de radio o prensa como son la revista de cine "Maverick" o el programa-magazine de radio "Freak Madriz" a la hora de divulgar y acercar el cómic a los aficionados.